# Attilio Frizzi
Attilio Frizzi (Udine, 14 settembre 1925 – ...) è stato un calciatore italiano, di ruolo attaccante.

## Caratteristiche tecniche
Era un jolly d’attacco. Pur non essendo di grande stazza (era alto meno di un metro e settanta centimetri), si dimostrò un calciatore dall'indole combattiva, qualità che non di rado gli procurava infortuni.
Era soprannominato Pattinella, in quanto negli uno contro uno trascinava i piedi per terra, come se indossasse delle pattine, per indurre al fallo i difendenti avversari; il ricorso a questa tecnica, tuttavia, procurò a Frizzi l'accusa di essere uno dei primi "simulatori" del calcio italiano.
È ricordato anche per essere stato uno dei primi calciatori a disorientare i portieri con delle finte durante l'esecuzione dei calci di rigore: ogniqualvolta si presentasse dagli undici metri Frizzi prendeva una rapida rincorsa, si fermava improvvisamente per osservare la direzione in cui si stavano lanciando gli estremi difensori delle squadre avversarie e infine tirava dalla parte opposta. Il successo di tale escamotage costrinse la FIGC a vietarlo modificando le regole di battuta dei penalty, ma Frizzi si adeguò alla novità, limitandosi a rallentare la propria corsa anziché stopparsi.

## Carriera

### Chiavris e SPAL
Cresciuto calcisticamente nel Chiavris, viene scoperto da Paolo Mazza che lo porta alla SPAL con il compito di sostituire il bomber Mario Astorri nel 1946. Dopo un primo anno di apprendistato (14 presenze e 3 reti nella stagione Serie B 1947-1948), l'anno successivo si impone segnando molti gol in coppia con Otello Badiali, vincendo la classifica dei cannonieri in Serie B nel 1949.

### Torino
Passa quindi al Torino appena reduce dalla tragedia di Superga, con cui in due anni segna 21 reti. Al termine della stagione 1950-1951, conclusa con un quindicesimo posto a due punti dalla zona retrocessione, la società granata decide di rinnovare l'organico e Frizzi viene posto fra i partenti.

### Genoa
Viene quindi acquistato dal Genoa appena retrocesso in Serie B. Con i rossoblu resterà fino al 1957, vincendo per la seconda volta la  classifica cannonieri di Serie B nella stagione 1951-1952 con 20 reti, contribuendo con 6 realizzazioni al ritorno in Serie A nella stagione 1952-1953 e disputando quindi quattro campionati di Serie A, di cui gli ultimi tre da titolare, totalizzando un massimo di 13 reti nella stagione 1955-1956, compresa una doppietta nel 4-3 interno all'Inter. Con 61 reti realizzate è il sesto miglior cannoniere del Genoa di tutti i tempi, precedendo di 4 realizzazioni Roberto Pruzzo.
Chiude la carriera agonistica  nel 1958 in Serie B con il Marzotto.
Ha giocato complessivamente 179 partite in Serie A segnando 52 reti e 119 con 56 reti in Serie B.

## Palmarès

### Club

#### Competizioni nazionali
- Serie B: 1

Genoa: 1952-1953

### Individuale
- Capocannoniere della Serie B: 2

1948-1949 (25 gol), 1951-1952 (20 gol)